# Storm (Etnaland)
Storm in Etnaland (Belpasso, Sizilien, Italien) ist eine Stahlachterbahn vom Modell Mega Coaster des Herstellers Mack Rides, die am 20. April 2013 als erster Mega Coaster des Herstellers eröffnet wurde.
Die 800 m lange Strecke erreicht eine Höhe von 32 m und verfügt über ein maximales Gefälle von 70°. Als Inversion wurde ein Inline-Twist verbaut.

## Züge
Storm besitzt zwei Züge mit jeweils vier Wagen. In jedem Wagen können vier Personen (zwei Reihen à zwei Personen) Platz nehmen.